# Profilkirche
Als Profilkirche oder auch Themenkirche bezeichnet das Bistum Limburg Kirchen, die einem thematisch eng definierten Zweck dienen. Mögliche Ausprägungen sind die Nutzung als Jugendkirche, Zentrum für christliche Meditation und Spiritualität, Kulturkirche, Nationalkirche oder als Seelsorge-Zentrum der Trauer.
Dies unterscheidet sie von einer Pfarrkirche, die einer bestimmten Pfarrgemeinde dient. Eine Profilkirche kann allerdings gleichzeitig Filialkirche einer Pfarrkirche sein oder sogar mit einer Pfarrkirche identisch sein, wenn sie gleichzeitig Sitz einer Pfarrgemeinde ist.

## Beispiele

### Jugendkirche
Ziel der Jugendkirchen ist, jungen Menschen, denen die traditionellen Gottesdienstformen vielfach fremd erscheinen, Räume zu geben, in denen sie Gemeinschaft und Gottesdienst mit ihrer Musik und ihren jugendkulturellen Ausdrucksformen gestalten können.
In Deutschland sind seit 1995 180 Jugendkirchen entstanden.

### Meditationskirche

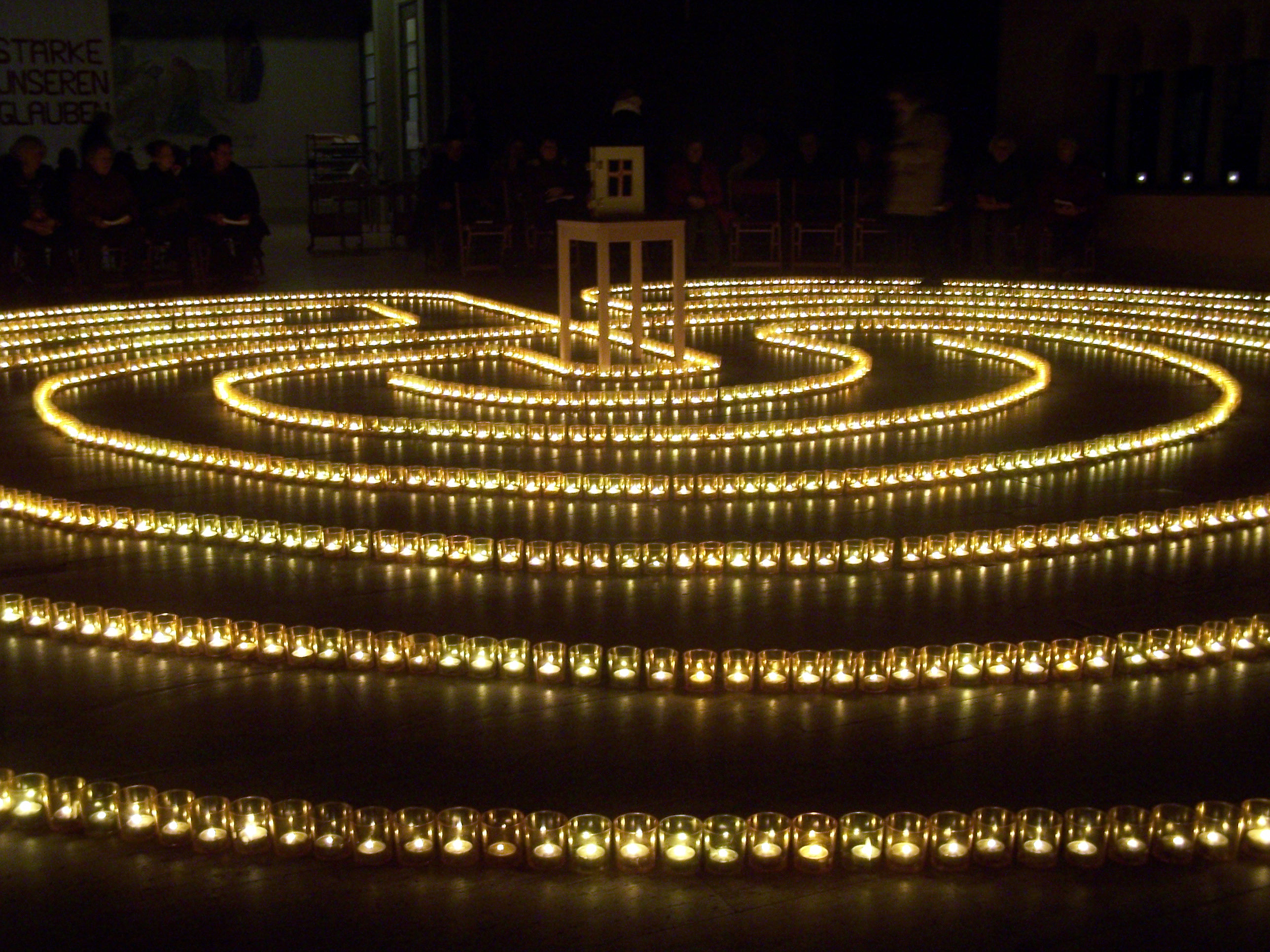
Kretisches Advents-Labyrinth aus 2500 brennenden Teelichtern in der Heilig-Kreuz-Kirche in Frankfurt-Bornheim

Eine Profilkirche mit der Ausrichtung als Meditationskirche bietet beispielsweise Gottesdienste, Meditationskurse, Besinnungstage, Exerzitien, geistliche Begleitungsgespräche und andere Veranstaltungen, wie Konzerte an.
Das Heilig-Kreuz – Zentrum für christliche Meditation und Spiritualität wurde 2007 von dem damaligen Bischof Franz Kamphaus des Bistums Limburg ins Leben gerufen. Es ist in der ehemaligen Pfarrkirche Heilig-Kreuz in Frankfurt-Bornheim angesiedelt und war die erste Einrichtung dieser Art in Deutschland.
Ende August 2025 wurde die Schließung des Meditationszentrums und dieses Standortes zum 20. Dezember 2025 angekündigt. Die weitere Nutzung der Räumlichkeiten in Heilig Kreuz stand zu diesem Zeitpunkt nicht fest.

### Trauerkirche
Ziel der Arbeit einer Profilkirche mit der Ausrichtung als Trauerkirche ist ein versöhnter Umgang mit Abschied, Sterben und Tod auf der Basis christlicher Hoffnung auf Auferstehung.
Das Fachzentrum für Trauerseelsorge wurde ebenfalls 2007 vom Bistum Limburg in der ehemaligen Pfarrkirche St. Michael in Frankfurt-Nordend eingerichtet. Wie die Heilig-Kreuz-Kirche in Frankfurt-Bornheim ist auch die Kirche St. Michael heute eine Filialkirche der Pfarrkirche St. Josef.